# شرکت آبجوسازی آلاسکا
شرکت آبجوسازی آلاسکا صاحب یک کارخانهٔ آبجوسازی در جونو، آلاسکا است که در سال 1986 میلادی تأسیس شده. آبجوهای تولید این شرکت در رقابت‌های محلی، ملی و بین‌المللی جوایز مختلفی به دست آورده‌اند.
این کارخانه توسط مارسی و جیف لارسون تأسیس شده‌است؛ از لحاظ حجم فروش (تا سال ۲۰۱۶ میلادی)، کارخانهٔ این شرکت نوزدهمین صنعت بزرگ در ایالات متحده است.

## آبجوها
شرکت آبجوسازی آلاسکا هشت نوع آبجو در طول سال، چهار آبجو فصلی و چندین آبجو نسخه محدود تولید می‌کند. آبجوهای تمام سال است که آلاسکان آمبر، فریریډ ای‌پی‌ای، آیس بی آی‌پی‌ای، آلاسکانی سفید، هپوترمیا، سماش گالکسی، و هاسکی آی‌پی‌ای. آبجوهای فصلی شامل صنوبر آی‌پی‌ای (ژانویه تا آوریل)، کُلش (می تا اوت)، زغال‌اخته ترش (سپتامبر تا دسامبر) و شراب زمستان هستند.
| اسم‌ها          | جاذبه اصلی | ABV  | تلخیت (IBU) | رنگ (SRM) |
| -------------- | ---------- | ---- | ----------- | --------- |
| آمبر آله       | ۱٫۰۵۴      | ۵٫۳٪ | ۱۸          | ۲۲        |
| آیس‌بی آی‌پی‌ای   | ۱٫۰۵۷      | ۶٫۲٪ | ۶۵          | ۹         |
| وایت آله       | ۱٫۰۴۸      | ۵٫۳٪ | ۱۵          | ۷         |
| فری‌راید ای‌پی‌ای | ۱٫۰۴۷      | ۵٫۳٪ | ۴۰          | ۱۴        |
| هپوترمیا       | ۱٫۰۷۶      | ۸٫۵٪ | ۷۰          | ۲۰        |
| اسمش گلکسی     | ۱٫۰۷۸      | ۸٫۵٪ | ۸۶          | ۱۰        |
| هاسکی آی‌پی‌آی   | ۱٫۰۶۰      | ۷٫۰٪ | ۵۰          | ۵         |
| پورتر اسموک    | ۱٫۰۶۸      | ۶٫۵٪ | ۴۵          | ۹۲        |